# أودري وليامز
أودري وليامز (بالإنجليزية: Audrey Williams)‏ هي موسيقية وكاتبة غنائية أمريكية، ولدت في 28 فبراير 1923 في مقاطعة بايك في الولايات المتحدة، وتوفيت في 4 نوفمبر 1975 في ناشفيل في الولايات المتحدة.

## وصلات خارجية
- أودري وليامز على موقع IMDb (الإنجليزية)
- أودري وليامز على موقع ميوزك برينز (الإنجليزية)
- أودري وليامز على موقع أول ميوزيك (الإنجليزية)
- أودري وليامز على موقع ديسكوغز (الإنجليزية)